# Wilco Zuijderwijk
Wilco Zuijderwijk (né le 2 octobre 1969 à Den Helder) est un coureur cycliste néerlandais. Professionnel de 1991 à 1993, il a notamment remporté en 1991 le Grand Prix de la Libération, un contre-la-montre par équipes, avec l'équipe Buckler. Il a également couru sur piste. Champion des Pays-Bas de poursuite, de l'américaine et de la course aux points, il a participé lors de Jeux olympiques de 2000 à Sydney aux épreuves de poursuite par équipes (7e) et de la course aux points (18e).

## Palmarès sur route
- 1990
  - Omloop van de Baronie
  - 1re et 6eb étapes du Tour de Basse-Saxe
  - Olympia's Tour :
    - Classement général
    - 2e étape

- 1991
  - Circuit Mandel-Lys-Escaut
  - Grand Prix de la Libération (contre-la-montre par équipes)
  - Grand Prix Jef Scherens
  - 3e de la Course des raisins

- 1994
  - Romsée-Stavelot-Romsée

- 1996
  - Étoile du Brabant
  - Prologue et 11e étape de l'Olympia's Tour
  - Classement général de l'OZ Wielerweekend

- 1997
  - Tour du Brabant central
  - Prologue de l'Olympia's Tour
  - 2e étape de l'OZ Wielerweekend (contre-la-montre)
  - 2e du Circuit de Campine
  - 3e du Grand Prix Ost Fenster

- 1998
  - 3e de l'OZ Wielerweekend
  - 3e du championnat des Pays-Bas du contre-la-montre

- 2000
  - Dorpenomloop Rucphen
  - 4e étape du Tour de Basse-Saxe
  - 5e étape de l'Olympia's Tour

- 2004
  - 1re étape du Tour de la province d'Anvers
  - 2e du Tour de la province d'Anvers
  - 3e du Tour de Rijke

## Palmarès sur piste

### Jeux olympiques
- Sydney 2000
  - 7e de la poursuite par équipes
  - 18e de la course aux points

### Coupe du monde
- 2000
  - 2e de la course aux points à Mexico
  - 2e de la poursuite par équipes à Mexico

- 2002
  - 3e de la poursuite par équipes à Monterrey

### Championnats nationaux
- Champion des Pays-Bas de l'américaine en 1996 (avec Marcel van der Vliet)
- Champion des Pays-Bas de poursuite en 1999
- Champion des Pays-Bas de la course aux points en 1999 et 2002